# Picot ardent de Sri Lanka
El picot ardent de Sri Lanka (Dinopium psarodes) és un ocell de la família dels pícids (Picidae) que habita boscos, ciutats i jardins de les terres baixes de Sri Lanka. El seu nom específic, psarodes, significa 'semblant a un estornell' en llatí.